# Ослиная шкура (фильм, 1982)
«Ослиная шкура» — советский полнометражный цветной широкоформатный художественный фильм-сказка, поставленный на киностудии «Ленфильм» в 1982 году режиссёром Надеждой Кошеверовой по мотивам одноимённой сказки Шарля Перро.
Премьера фильма состоялась в декабре 1982 года.

## Сюжет
Повествование ведётся от лица ожившего портрета поэта Арманда Оревуара:
«Придворный художник писал мой портрет. В ту пору я был знаменитым поэтом. Но слава проходит с течением лет, и сделался я знаменитым портретом. И этот портрет в музее висит, написаны книги об этом портрете - и надпись на бронзовой раме гласит: портрет Неизвестного в тёмном берете».
Король Гастон Девятый жил богато, потому что у него был осёл, вместо навоза выпускающий золото. Но потом осёл «мало „чеканил“ золотых монет, потом и серебра не стало, и даже меди тоже нет». Осла отправляют в лес, где его съедают волки. У короля тем временем родилась дочка Тереза. На крестины приглашают всех жителей страны - в том числе и добрую фею Риаду, прибегающую к магии только в самых крайних случаях, но забывают пригласить обидчивую и мстительную колдунью Гравидану. Гравидана делает предсказание, что «принцесса будет всех прекрасней и прелестней и будет стар и млад красавицу любить. Всё будет у неё - и счастье будет, если...». Не окончив предсказание, колдунья уходит. Напуганная мать принцессы умирает от страха. Вскоре король женился вторично. Его вторая супруга оказывается особой властной, но не злой. Она не довольна тем, что муж её беден, и желает быть «половиной Гастона Завоевателя». И король, чтобы поправить государственные дела, собирается выдать принцессу Терезу за богатого и старого соседнего короля. Но своенравная и волевая принцесса сбегает из-под венца, надевает ослиную шкуру и уходит. Принцесса пережила много невзгод и однажды даже спасла жизнь своему возлюбленному - принцу Жаку, но во время спасения случайно потеряла кольцо - подарок своей крёстной. Принц мерил это кольцо всем незамужним девушкам королевства, но оно подошло только Терезе. Завершается история тем, что принц Жак женился на Терезе, а Арманд Оревуар досказал последнюю строку предсказания злой феи: «Всё будет у неё — и счастье будет, если сумеет и в беде достойной счастья быть».

## В ролях
| Актёр              | Роль                                |
| ------------------ | ----------------------------------- |
| Владимир Этуш      | король Гастон Девятый               |
| Светлана Немоляева | королева Горжетта                   |
| Вера Новикова      | принцесса Тереза                    |
| Александр Галибин  | принц Жак                           |
| Зиновий Гердт      | поэт Арман Оревуар (рассказчик)     |
| Татьяна Пельтцер   | злая волшебница Гравидана           |
| Валентина Панина   | добрая волшебница Риада             |
| Николай Караченцов | разбойник Бурабо                    |
| Людмила Макарова   | мадам Бурабо, жена атамана          |
| Сергей Паршин      | Рыжий                               |
| Борис Аракелов     | жандарм                             |
| Сергей Филиппов    | придворный                          |
| Александр Домашёв  | франт (в титрах указан как Домашов) |

## Съёмочная группа
- Автор сценария — Михаил Вольпин
По мотивам сказок Шарля Перро
- Режиссёр-постановщик — Надежда Кошеверова
- Оператор-постановщик — Эдуард Розовский
- Художники-постановщики — Марина Азизян, Владимир Костин
- Композитор — Моисей Вайнберг
- Звукооператор — Семён Шумячер
- Художник по костюмам — Ирина Каверзина
- Балетмейстер — Святослав Кузнецов

## Фестивали и премии
- Премия за лучший детский фильм на 1-м кинофестивале «Сказка» в Киеве (1982)[1][4].
- Включение в программу «Kinderfilmfest» международного кинофестиваля в Берлине (1985)[5][6].